# 天野藤男
天野 藤男（あまの ふじお、1887年（明治20年）9月25日 - 1921年（大正10年）10月10日）は、日本の社会事業家、教育者。処女会創設者。

## 人物・略歴
1887年（明治20年）、静岡県庵原郡庵原村(現・静岡市)に生まれる。1907年（明治40年）、静岡県立静岡中学校卒業。庵原小学校の代用教員を務める。宮内省に出仕していた漢詩人国府種徳(犀東)に才能を認められて内務省嘱託となり、同省の地方局に勤務。青年団や処女会の指導に当たり、1918年（大正7年）、処女会中央部を結成して雑誌「処女の友」や「青年団及び処女会」「大正新処女読本」などを発行・編集。
また、映画「都に憧れて」（監督:金森萬象）を製作し好評を博すなど、処女会の普及・発展に大きく貢献した。禁酒会理事としても活躍。社会活動の傍らで出版事業にも関わり、田園を賛美した書籍を数多く刊行した。

## 著書
- 『近代日本女子教育文献集』 中嶌邦 監修 日本図書センター 2002.6
- 『明治後期産業発達史資料』 竜渓書舎 1999.11
- 『農村社会問題 地主と小作人』 竜渓書舎 1999.11
- 『修正大正處女新讀本』 大倉書店 1924.7-1924.9
- 『農村社會問題 地主と小作人』 二松堂 1922
- 『親愛なる処女へ』 天真閣 1922
- 『地主と小作人 : 農村社會問題』 二松堂 1921.3
- 『都に憧れて』 親愛社 1921
- 『回顧五年 : 京都を去るに臨みて』 1920
- 『青年と処女の叫び : 改造と向上』 天野藤男, 天野清子 著 親愛社 1920
- 『田園趣味』 洛陽堂 1914